# Saison 2 de Power Book III: Raising Kanan
Chronologie
Saison 1 Saison 3
Cet article présente les épisodes de la deuxième saison de la série télévisée américaine Power Book III: Raising Kanan.

## Généralités
- Aux États-Unis, cette saison a été diffusée du 14 août au 23 octobre 2022 sur Starz.

## Distribution

### Acteurs principaux
- Patina Miller : Raquel Thomas
- Mekai Curtis : Kanan Stark
- Hailey Kilgore : Laverne « Jukebox » Thomas
- London Brown : Marvin Thomas
- Malcolm Mays : Lou-Lou Thomas
- Joey Bada$$ : Unique
- Omar Epps : Malcolm Howard
- Shanley Caswell : Shannon Burke
- Antonio Ortiz : Shawn « Famous » Figueroa

### Acteurs récurrents
- John Clay III : Worrell
- Ade Chike Torbert : Scrappy
- Natalee Linez : Jessica Figueroa
- Quincy Brown : Crown Camacho
- Paul Fitzgerald : James Bingham
- Rosal Colón : Juliana Ayala
- Tyson Hall : Sam
- Toby Sandeman : Symphony Bosket
- Paulina Singer : Zisa
- Omar J. Dorsey : Cartier « Duns » Fareed
- LeToya Luckett : Kenya Pierce
- Krystal Joy Brown : Renée
- Chyna Layne : Andrea
- Josephine Lawrence : Corinne
- KJ Smith : Palomar
- Michael Rispoli : Sal Boselli
- David Castro : Marco Boselli
- Paloma Guzmán : Adina Foyle

### Invités
- AnnaLynne McCord : Toni Deep
- Kelly Deadmon : Linda Bingham
- Tony Danza : Stefano Marchetti

## Liste des épisodes

### Épisode 1:Un business qui roule…
- États-Unis : 14 août 2022 sur Starz

### Épisode 2:Un ver dans le fruit
- États-Unis : 21 août 2022 sur Starz

- Kelly Deadmon : Linda Bingham

### Épisode 3:Le chat qui dort
- États-Unis : 28 août 2022 sur Starz

### Épisode 4:Payer le péage
- États-Unis : 4 septembre 2022 sur Starz

### Épisode 5:Ce qui se passe dans les Catskills
- États-Unis : 11 septembre 2022 sur Starz

### Épisode 6:C'est le business, mec
- États-Unis : 18 septembre 2022 sur Starz

### Épisode 7:Deuils et renaissances
- États-Unis : 2 octobre 2022 sur Starz

- AnnaLynne McCord : Toni Deep

### Épisode 8:À chacun son démon
- États-Unis : 9 octobre 2022 sur Starz

### Épisode 9:Ententes
- États-Unis : 16 octobre 2022 sur Starz

### Épisode 10:Le bateau prend l'eau
- États-Unis : 23 octobre 2022 sur Starz

- Tony Danza : Stefano Marchetti

## Production
- Le 28 septembre 2021, la série est renouvelée pour une deuxième saison.
- À la fin des vacances d'été 2021, les acteurs Omar J. Dorsey, Krystal Joy Brown, Paulina Singer et LeToya Luckett sont ajoutés au casting de la saison 2 en tant que personnages récurrents.
- Le 5 octobre 2021, c'est l'actrice KJ Smith qui rejoint le casting de la saison 2, également en tant que personnage récurrent.
- En février 2022, il est annoncé que les acteurs Paloma Guzman et Michael Rispoli rejoignent le casting de la deuxième saison, en tant que personnages récurrents.
- En juillet 2022, il est annoncé que l'actrice Chyna Layne est au casting de la saison 2 en tant que personnage récurrente.
- La saison a été tournée de l'été 2021 au premier semestre 2022.